# Almè
(Giovanni da Lezze)
Almè [alˈmɛ] (Almè [alˈmɛ], ’Lmè [ˈlmɛ] o Lmé [ˈlme] in dialetto bergamasco) è un comune italiano di 5 534 abitanti della provincia di Bergamo in Lombardia. Situato tra l'imbocco della Val Brembana e la piana di Almenno, sulla sponda sinistra del fiume Brembo, dista circa 8 chilometri a nord-ovest dal capoluogo orobico.

## Storia
I primi segni della presenza umana risalgono all'epoca preistorica, periodo al quale risalgono i resti di alcune abitazioni su palafitta rinvenuti sulle sponde del fiume Brembo.
In seguito il territorio venne interessato da piccoli insediamenti stabili di popolazioni appartenenti al gruppo dei Liguri, a cui subentrarono gli Etruschi nel periodo dell'età del bronzo ed i Galli Cenomani tra il V ed il IV secolo a.C. Questi caratterizzarono fortemente il territorio, inserendolo nel contesto dell'insediamento di Lemine.

Successivamente si verificò la dominazione romana, i cui abitanti si fusero con quelli di origine celtica presenti precedentemente. Anche gli insediamenti ebbero un notevole sviluppo, favoriti dalla costruzione di un'importante strada di comunicazione, utilizzata principalmente dai militari, che collegava la città orobica con quella di Lecco, da cui poi era possibile raggiungere il nord Europa.
La costruzione di questa via prevedeva anche la costruzione di un ponte, denominato ponte della Regina, che superava il fiume Brembo collegando il borgo di Almè alla piana di Almenno.

Questa favorì notevolmente la trasformazione del sito da postazione militare a centro demico, rinominato quindi pagus Lemennis. Altri sono i resti del periodo romano, tra cui spicca un'incisione su pietra, attualmente conservata presso il Museo archeologico di Bergamo, recante la seguente iscrizione:
Con il termine dell'impero romano il territorio visse un periodo di scarsa antropizzazione, terminato con l'arrivo della popolazione dei Longobardi nel VI secolo, che diede vita alla curtis lemennis, inserita nel ducato di Bergamo.
A questa popolazione subentrarono, a partire dall'VIII secolo, i Franchi, con i quali Lemine diventò un beneficium entrando nell'ordinamento e nel costume feudale. Inizialmente i territori vennero dati in feudo ai conti Gisalbertini di Bergamo, a cui subentrò il vescovo di Bergamo, il quale in seguito li diede in gestione ai monaci della valle di Astino, come citato in documenti del 1234.
Il toponimo ebbe a formarsi in questi anni derivante dal nome della zona, Lemine, poi diventato Lemen in Plano e successivamente abbreviato in Almè.
Nel corso del XIV secolo il territorio venne interessato dalle violente lotte di fazione tra guelfi e ghibellini, con Almè schierato con questi ultimi e conseguentemente soggetto alle incursioni guelfe.
In quegli anni il borgo di Almè vide un progressivo ma inesorabile declino, e la sua importanza andò scemando già nel XIV secolo, dovuta al sempre minore utilizzo della strada per Lecco, favorita dal crollo del ponte della regina, avvenuto nel 1493.
Poco interessato dai regimi che si susseguirono nella provincia di Bergamo, passò alla Repubblica di Venezia nel XV secolo, con la quale terminarono gli scontri tra fazioni avverse, alla Repubblica Cisalpina nel 1797, al Regno Lombardo-Veneto nel 1815 ed infine al Regno d'Italia nel 1859, durante i quali venne più volte unito amministrativamente al vicino paese di Villa d'Almè, l'ultima delle quali avvenuta nel 1927, con la definitiva autonomia sopraggiunta soltanto nel 1948.

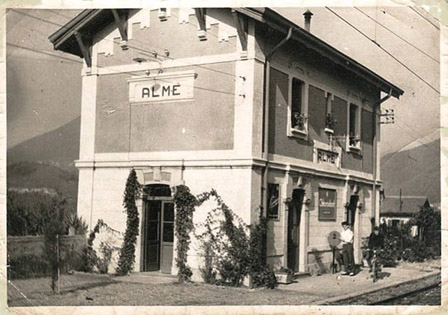
La vecchia stazione di Almè

Almè era servita dalle stazioni di Paladina e di Almè poste lungo la ferrovia della Valle Brembana, attiva fra il 1906 e il 1966.

### Simboli
Lo stemma e il gonfalone sono stati approvati con la delibera di consiglio comunale del 21 maggio 1955 e concessi con D.P.R. del 19 aprile 1956.
Stemma
Le tre cotisse rappresentano il complesso stradale che solca il territorio, mentre le due torri d'argento ricordano le fortificazioni del paese.
Gonfalone

## Monumenti e luoghi d'interesse

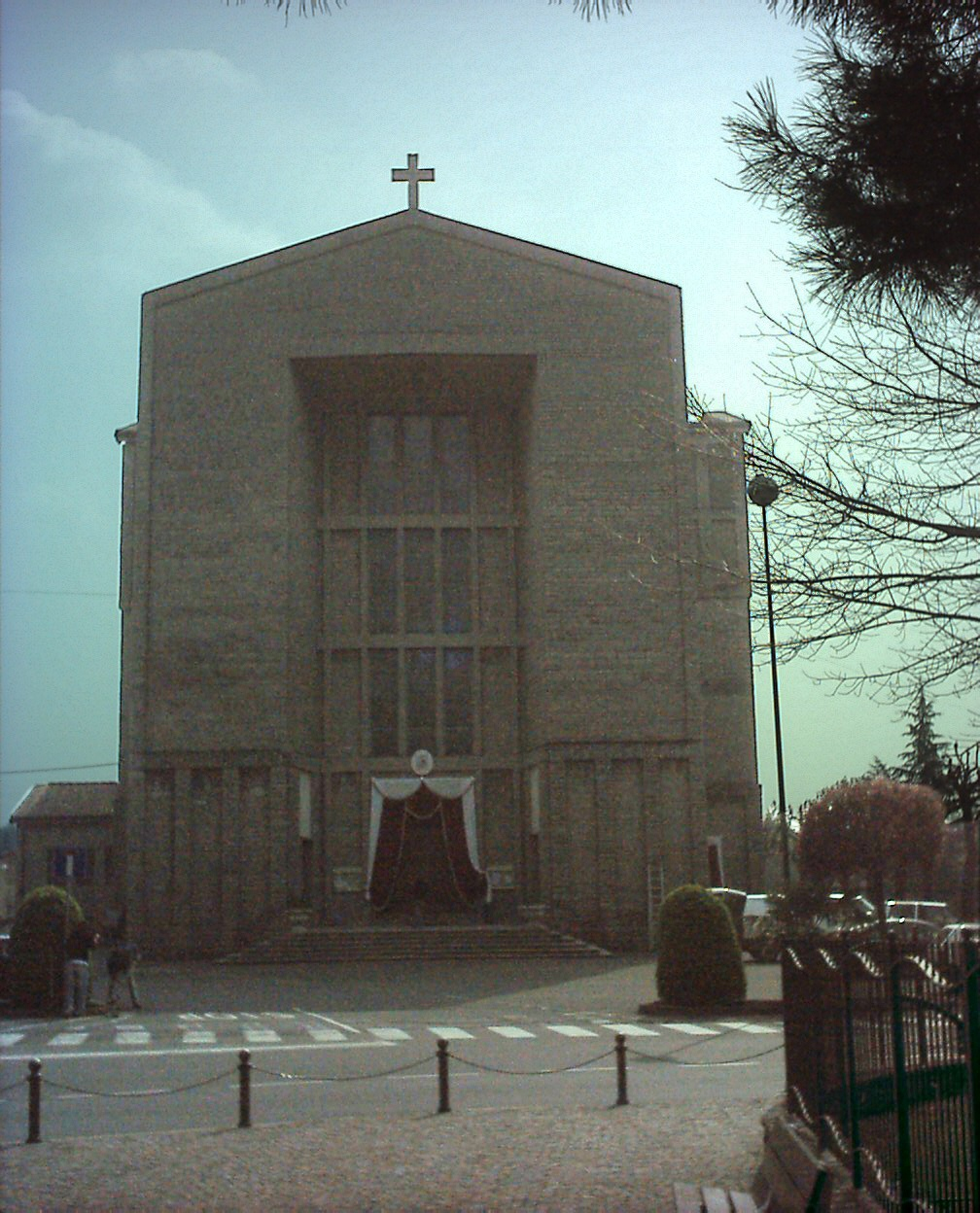
Chiesa nuova di Almè.

Nel paese si possono ancora osservare alcuni scorci dall'alto contenuto storico: è il caso del quartiere del Borghetto, in cui sono ancora visibili segni di antiche fortificazioni, e della piazza San Fermo dove si trova un'antica torre risalente all'XI secolo. Sul territorio di Almè vi era documentata già dal IX secolo la chiesa dedicata a san Michele.
In ambito religioso molto interessante è la vecchia chiesa parrocchiale, di cui si hanno notizie già nel XV secolo. Ampliata e ristrutturata nel corso del XVIII e del XIX secolo, è stata sconsacrata in seguito alla costruzione della nuova Chiesa di San Giovanni Battista e Beata Maria Vergine Assunta, avvenuta nel 1956. Al suo interno si possono ammirare interessanti opere, tra cui spiccano dipinti di Carlo Ceresa e di Palma il Vecchio, appartenuti alla vecchia chiesa, nella quale suonano ancora le campane dal momento che la nuova chiesa non è dotata di torre campanaria.
Infine degne di nota sono Villa Carnazzi e Villa Odoni-Mismetti, costruzioni signorili risalenti al XVIII secolo.
Il progetto della Piazza San Fermo è stato realizzato nel 2006 in lastre di serpentino con nove tonalità di verde. 

## Società

### Evoluzione demografica
Abitanti censiti

## Amministrazione

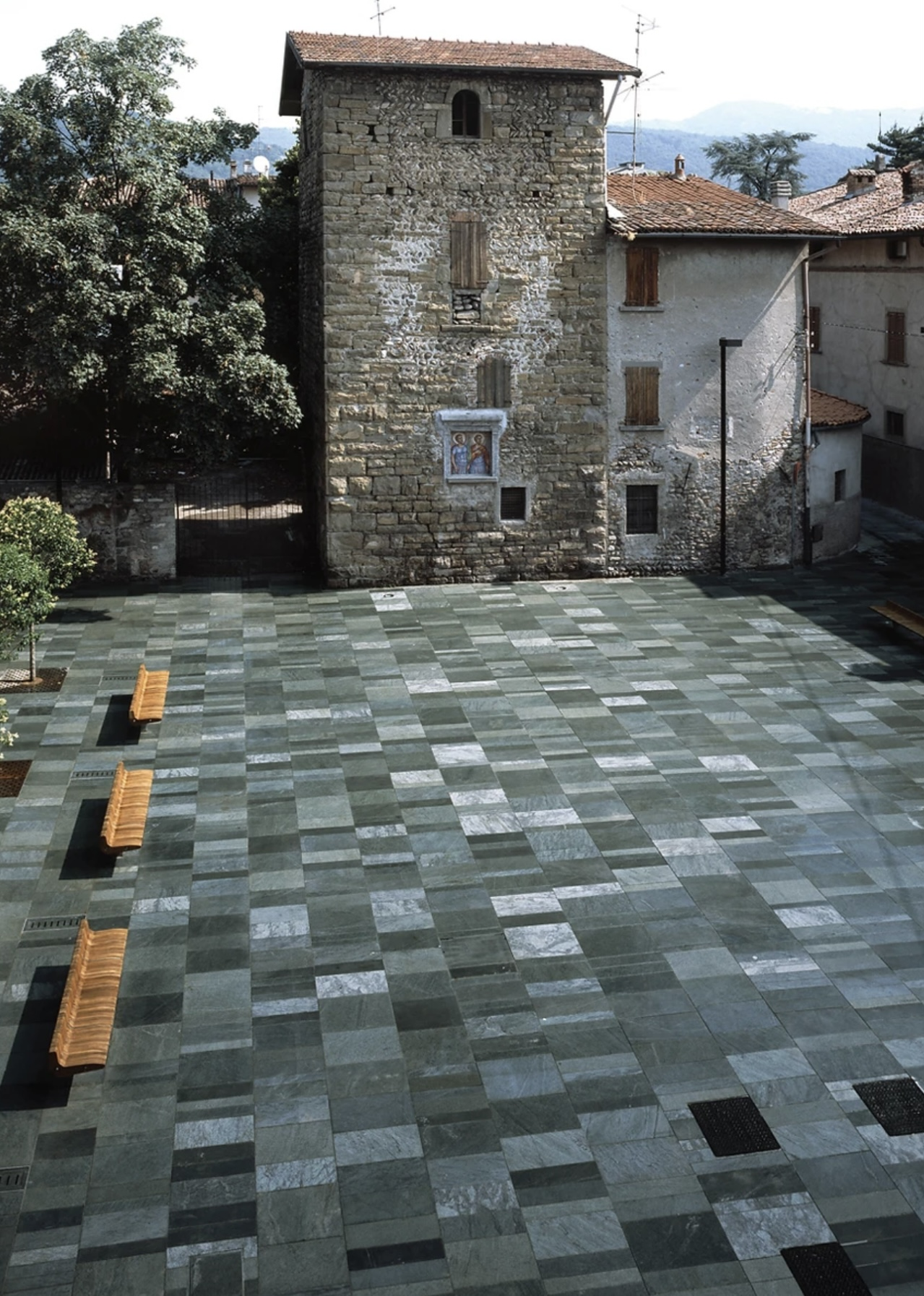
Piazza San Fermo

| Periodo           | Periodo        | Primo cittadino  | Partito                          | Carica  | Note          |
| ----------------- | -------------- | ---------------- | -------------------------------- | ------- | ------------- |
| 7 giugno 1993     | 27 aprile 1997 | Sergio Rossi     | Lega Nord                        | Sindaco | [ 13 ]        |
| 28 aprile 1997    | 13 maggio 2001 | Giovanni Pedrali | Lega Nord                        | Sindaco | [ 14 ]        |
| 14 maggio 2001    | 16 maggio 2011 | Bruno Tassetti   | Lista Civica Insieme             | Sindaco | [ 15 ] [ 16 ] |
| 17 maggio 2011    | 5 giugno 2016  | Luciano Cornago  | Lista Civica Insieme per Almè    | Sindaco | [ 17 ]        |
| 6 giugno 2016     | gennaio 2020   | Massimo Bandera  | Vivere Almè (LN e Liste Civiche) | Sindaco | [ 18 ]        |
| 20 settembre 2020 | in carica      | Massimo Bandera  | Vivere Almè (LN e Liste Civiche) | Sindaco | [ 19 ]        |